# Eardwulf del Kent
Eardwulf (fl. VIII secolo) fu sovrano del Kent nel corso dell'VIII secolo prima insieme allo zio Æðelberht II e poi da solo.